# Lekkoatletyka na Letnich Igrzyskach Olimpijskich 1932 – trójskok mężczyzn

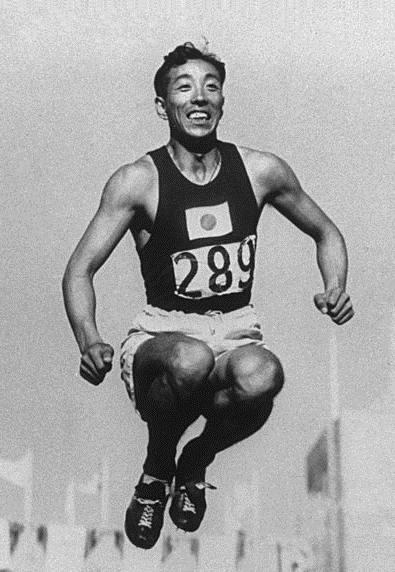
Chūhei Nambu

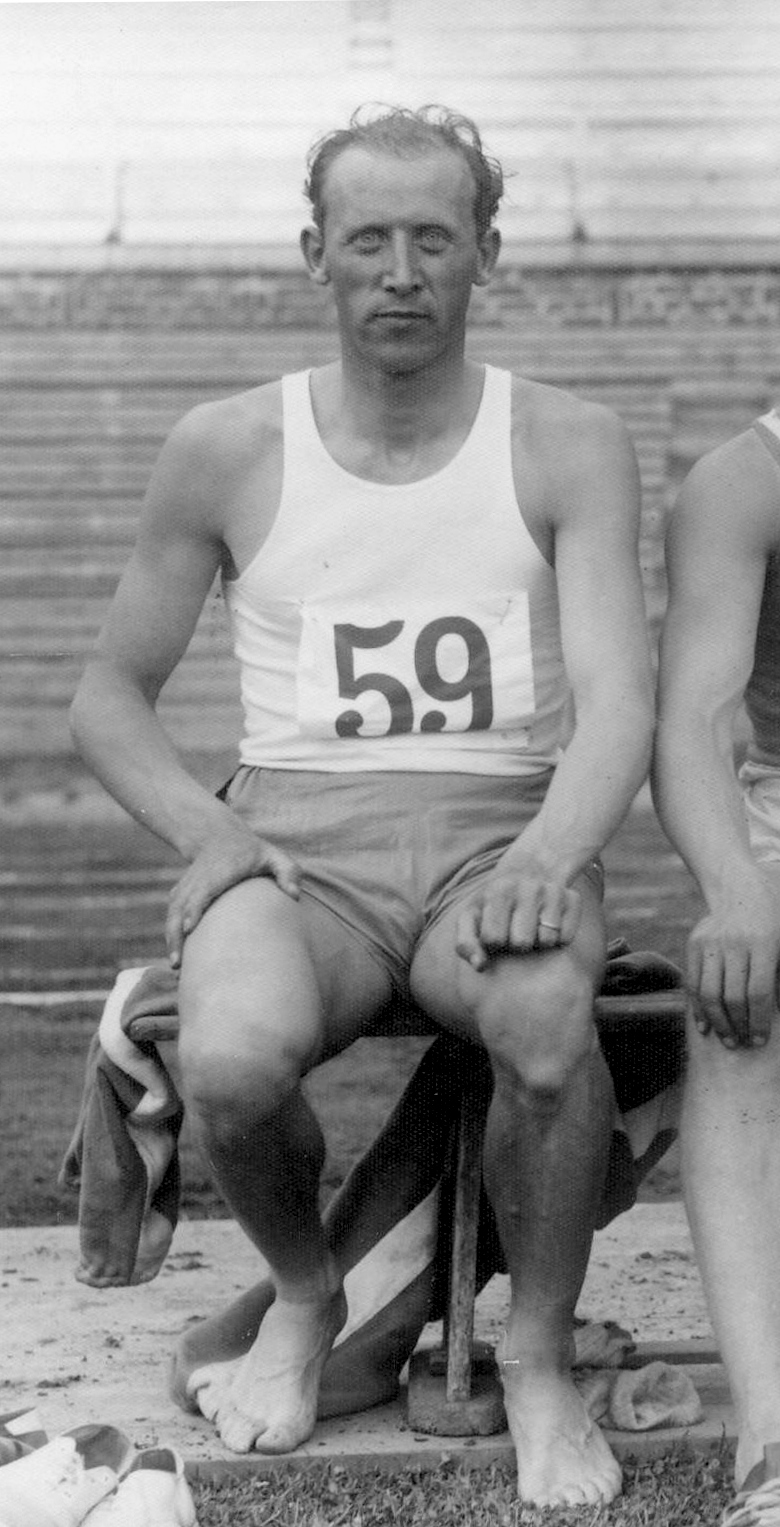
Eric Svensson

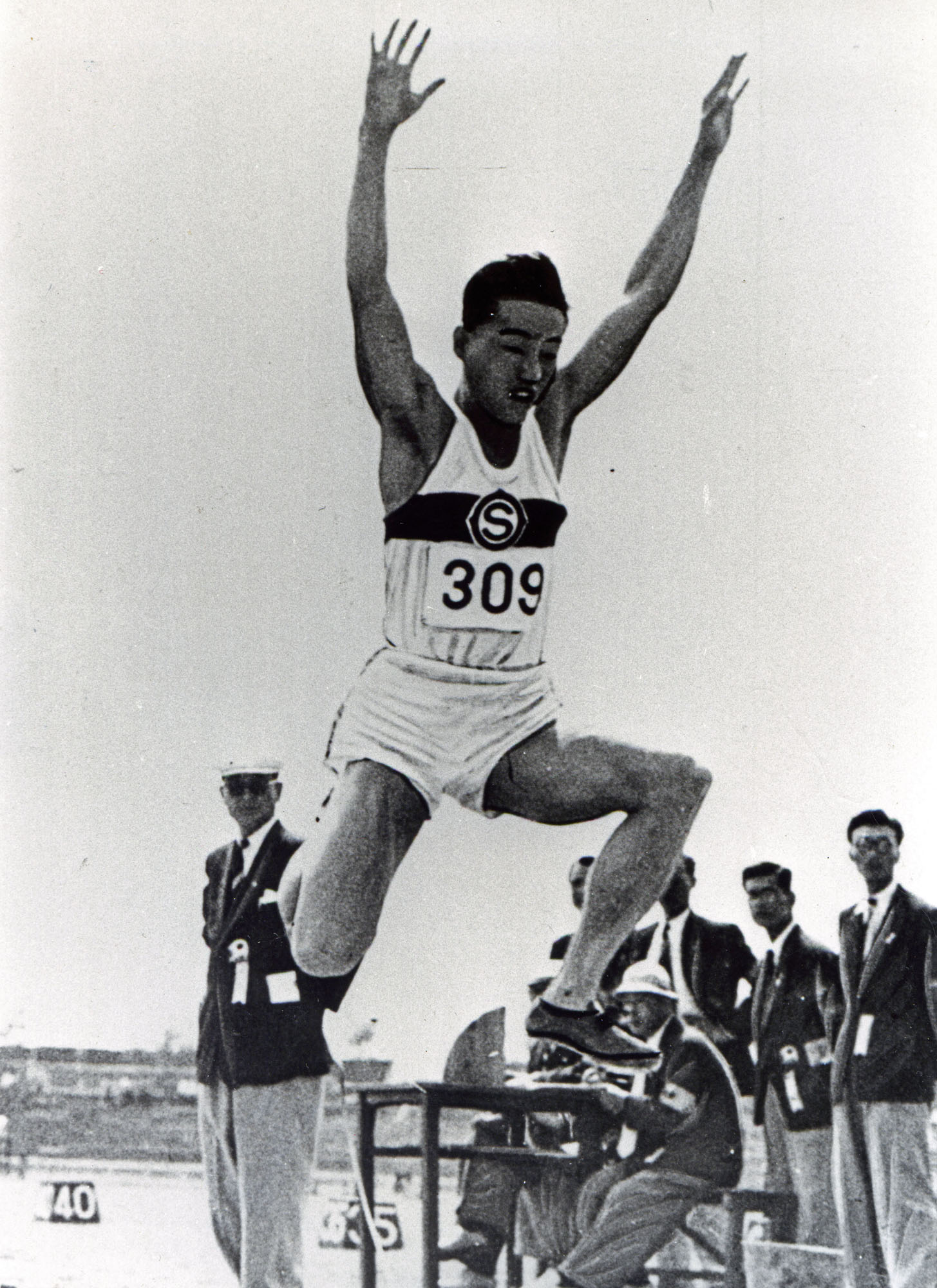
Kenkichi Ōshima

Trójskok mężczyzn był jedną z konkurencji rozgrywanych podczas X Letnich Igrzysk Olimpijskich. Rozegrano od razu finał 4 sierpnia 1932 roku na stadionie Los Angeles Memorial Coliseum w Los Angeles. Wystąpiło 16 zawodników z 12 krajów. Zwycięzca Chūhei Nambu z Japonii ustanowił rekord świata wynikiem 15,72 m.

## Rekordy
|                   | Zawodnik    | Wynik | Miejsce | Data                      |
| ----------------- | ----------- | ----- | ------- | ------------------------- |
| Rekord świata     | Mikio Oda   | 15,58 | Tokio   | 27 października 1931(dts) |
| Rekord olimpijski | Nick Winter | 15,52 | Paryż   | 12 lipca 1924(dts)        |

## Terminarz
| Data            |       | Godzina |
| --------------- | ----- | ------- |
| 4 sierpnia 1932 | Finał | 14:30   |

## Wyniki

### Finał
| Poz. | Zawodnik             | Reprezentacja     | Próby | Próby | Próby | Próby | Próby | Próby | Wynik | Uwagi |
| Poz. | Zawodnik             | Reprezentacja     | 1     | 2     | 3     | 4     | 5     | 6     | Wynik | Uwagi |
| ---- | -------------------- | ----------------- | ----- | ----- | ----- | ----- | ----- | ----- | ----- | ----- |
| 1.   | Chūhei Nambu         | Japonia           | 15,07 | 14,67 | 15,22 | 14,89 | 15,72 | 14,85 | 15,72 | WR    |
| 2.   | Eric Svensson        | Szwecja           | 14,21 | 15,32 | x     | 14,70 | 14,77 | x     | 15,32 | [ 3 ] |
| 3.   | Kenkichi Ōshima      | Japonia           | x     | x     | 15,05 | x     | 14,85 | 15,12 | 15,12 |       |
| 4.   | Eamonn Fitzgerald    | Irlandia          | 14,89 | 15,01 |       |       |       |       | 15,01 |       |
| 5.   | Wim Peters           | Holandia          |       |       |       |       |       |       | 14,93 |       |
| 6.   | Sol Furth            | Stany Zjednoczone |       |       |       |       |       |       | 14,88 |       |
| 7.   | Sidney Bowman        | Stany Zjednoczone |       |       |       |       |       |       | 14,87 |       |
| 8.   | Rolland Romero       | Stany Zjednoczone |       |       |       |       |       |       | 14,85 |       |
| 9.   | Péter Bácsalmási     | Węgry             |       |       |       |       |       |       | 14,33 |       |
| 10.  | Francesco Tabai      | Włochy            |       |       |       |       |       |       | 14,29 |       |
| 11.  | Onni Rajasaari       | Finlandia         |       |       |       |       |       |       | 14,20 |       |
| 12.  | Mikio Oda            | Japonia           |       |       |       |       |       |       | 13,97 |       |
| 13.  | Nikolaos Papanikolau | Grecja            |       |       |       |       |       |       | 13,92 |       |
| 14.  | Mehar Chand Dhawan   | Indie Brytyjskie  |       |       |       |       |       |       | 13,66 |       |
| 15.  | Salvador Alanís      | Meksyk            |       |       |       |       |       |       | 13,28 |       |
| –    | Jack Portland        | Kanada            |       |       |       |       |       |       | NM    |       |